# منير شاش
منير شاش (1931 - 11 يوليو 2011)، عسكري مصري من كبار قادة سلاح المدفعية، ومن كبار قادة حرب أكتوبر 1973، كان قائد مدفعية الجيش الثالث الميداني. شغل منصب محافظ محافظة شمال سيناء الأسبق (من سبتمبر 1982 حتى يناير 1996)،

## حياته

### النشأة والتعليم
ولد الفريق شاش بقرية بني هلال بمحافظة الشرقية عام 1931 وتخرج في الكلية الحربية عام 1950، وعين في سلاح المدفعية في العريش، وانضم للضباط الأحرار بدعوة من ضابطي البطارية، فتح الله رفعت وعلي فهمي شريف (محافظ المنيا لاحقاً) وشارك في ثورة يوليو 1952. وتدرج في المناصب العسكرية، وحصل على دورات عسكرية في الاتحاد السوفيتي حتى وصل إلى منصب قائد المدفعية.

### الخدمة العسكرية
عمل مدرسا بالكلية الحربية من عام 1954 إلى عام 1955 ثم اختير ضمن مجموعة للذهاب إلى كلية الحرب العليا ضمت كلا من: أبو غزالة ويوسف صبرى أبو طالب وأحمد شوقى المتيني، ومن المشاة والمدرعات أحمد بدوى ويوسف عفيفى وحسن أبو سعدة. وكانوا جميعا من قادة حرب 73.
في 25 نوفمبر 1958 ذهب في بعثة إلى الاتحاد السوفيتى «بنزا» ثم كلية ستالين في موسكو، حين أعلن الرئيس جمال عبد الناصر صفقة سلاح مع الاتحاد السوفيتي، وبذلك اتيح له دراسة العقيدة القتالية حتى أعلى مستوى (معركة الأسلحة المشتركة) بينما المدرسة الغربية كانت لا تسمح للمصريين بدراسة أعلى من عقيدة القتال أعلى من مستوى كتيبة.
عاد إلى مصر في عام 1961، وعين مدرساً في مدرسة المدفعية، وبعد اندلاع حرب 67 كلف بتشكيل لواء مدفعية اللواء 51 ثم عين رئيس أركان مدفعية الجيش التاني في أواخر عام 67، ثم عين قائد  مدفعية الفرقه ١ كحفي القنطرة. ورأى القادة أنه مارس ما تعلمه فنقل إلى قائد مدرسة المدفعية سنة 1970. اشترك في حرب الاستنزاف وعيّن قائدا لمدفعية الجيش الثالث الميداني في حرب أكتوبر ثم عين رئيساً لأركان سلاح المدفعية ومدير مدفعية القوات المسلحة.